# Bill Foulkes
William ("Bill") Anthony Foulkes (St Helens (Merseyside), 5 januari 1932 – Manchester, 25 november 2013) was een Engelse voetballer die speelde voor Manchester United in de Busby Babes teams in de jaren vijftig.
Foulkes was een verdediger. Hij debuteerde voor United in maart 1950, toen hij achttien was. In 1958 was hij een van de overlevenden van de Vliegramp van München. Wonder boven wonder liep hij alleen maar een hoofdwond op door een fles gin die uit een bagagerek op zijn hoofd viel.
Hij werd met United viermaal landskampioen. In totaal speelde hij 688 wedstrijden voor de club. Alleen Ryan Giggs, Bobby Charlton en Paul Scholes kwamen vaker uit voor Manchester United. Hij won 1 keer de FA Cup en zijn hoogtepunt was de winst van de Europacup I 1967/68.
Hij speelde ook één interland voor Engeland: op 2 oktober 1954 tegen Noord-Ierland. Daarna was hij trainer bij onder meer Lillestrøm SK, Viking FK, Chicago Sting en Sanfrecce Hiroshima.
Foulkes overleed eind november 2013 op 81-jarige leeftijd.